# Консул-суффект
Ко́нсул-суффе́кт (лат. consul suffectus) — особая разновидность древнеримской магистратуры консула. Во времена Республики суффект выбирался центуриатной комицией в случае, если один из консулов умирал во время консулата (не редкость для тех времён, когда консулы бывали в авангарде битвы) или был отстранён от должности. В этом случае оставшийся консул немедленно назначал выборы консула-суффекта. Суффект исполнял обязанности консула (и пользовался всеми его правами) до окончания срока данного консулата. Во время гражданских войн 40-х годов и во время существования Второго триумвирата стало практиковаться избрание суффектов после досрочного сложения полномочий консулами, а в I—II вв. н. э. назначение суффектов стало нормой.
Когда Октавиан Август учредил принципат, он изменил политический характер консульства, лишив его большей части военных полномочий, хотя сохранилось председательство в Сенате попеременно обоих консулов. Возрастной ценз для занятия должности консула также был снижен. Хотя этот пост всё ещё был большой честью — консул фактически был конституционным главой государства — и служил необходимой предпосылкой для последующего занятия других постов (например, консульского наместничества), многие консулы слагали полномочия до окончания года, чтобы позволить другим людям закончить срок консулата в качестве суффектов. Часто консул-суффект, в свою очередь, уходил в отставку, и назначался другой суффект. Эта практика достигла своего предела при Коммоде, когда в течение 190 года должность консула занимали двадцать пять человек. В результате около половины тех, кто побывал на должности претора, могли достичь и консульства. Магистратам, занимавшим пост консула на 1 января (так называемые ординарные консулы consules ordinarii, ед. ч.: consul ordinarius), выпадала честь связать свои имена с этим годом.
Для периода I—II веков имена суффектов фиксируются в источниках, начиная с III века встречаются всё реже, с IV века их известно очень мало. При этом занятие ординарного консулата после того, как человек уже был суффектом, считалось вторым консульством, и так и помечалось в источниках (консул во 2-й раз, в 3-й раз и т. д.).
До IV века консулы выдвигались императором и избирались сенатом. Если император хотел оказать честь определённому сенатору, он мог разделить с ним консулат; например, Траян был ординарным консулом в январе и феврале 100 года вместе с Секстом Юлием Фронтином. Императоры часто становились ординарными консулами, но не консулами-суффектами (Светоний сообщает, что единственным исключением был Клавдий в третье консульство). Константин I (или, возможно, Констанций II) передал выдвижение консулов-суффектов, бывшее прерогативой императора, в руки сената, присоединив к другим, низшим магистратурам (квестора и претора), которые также избирались сенатом. После разделения империи в 395 году в Константинополе никаких постов консулов-суффектов, по-видимому, никогда не создавалось, хотя западная империя продолжала назначения на этот всё более девальвирующийся пост.